# 21. lipnja
21. lipnja (21. 6.) 172. je dan godine po gregorijanskom kalendaru (173. u prijestupnoj godini).
Do kraja godine imaju još 193 dana.

## Događaji
- 1208. – u Bambergu je ubijen izborni biskup Würzburga Filip Švapski .
- 1948. – producenska kuća Columbia Records proizvela je prvu uspješnu longplay ploču od vinil plastike
- 1963. – kardinal Giovanni Batista Montini postao papa Pavao VI., nakon smrti pape Ivana XXIII.

- 1970. – u finalu Svjetskog prvenstva u nogometu Brazil pobijedio Italiju i postao prvi trostruki osvajač svjetskog trofeja.
- 1990. – u Mađarskoj je službeno ponovo otvorena burza, koju su komunističke vlasti zatvorile 42 godine ranije
- 1990. – u potresu na sjeveru Irana poginulo je oko 100.000 ljudi
- 2018. – Hrvatska nogometna reprezentacija veličanstveno pobijedila Argentinu rezultatom 3:0. Prvi je zabio Ante Rebić, drugi hrvatski kapetan Luka Modrić (taj je pogodak kasnije odabran za treći najljepši pogodak na prvenstvu), a utakmicu je zaključio trećim golom Ivan Rakitić.

| - 1705. – David Hartley, engleski filozof († 1757.) - 1893. – Lav Mirski, hrvatski dirigent († 1968.) - 1903. – Alf Sjöberg, švedski kazališni i filmski redatelj († 1980.) - 1905. – Jean-Paul Sartre, francuski filozof i književnik († 1980.) - 1919. – Antonia Mesina, talijanska katolička blaženica († 1935.) - 1926. – Krešo Novosel, hrvatski TV urednik, novinar i pisac († 2008.) - 1942. – Marina Matulović Dropulić, hrvatska političarka - 1944. – Krunoslav Šarić, hrvatsko-bosanskohercegovački glumac († 2023.) - 1953. – Benazir Bhutto, pakistanska političarka i bivša premijerka († 2007.) - 1957. – Luis Antonio Tagle, filipinski kardinal - 1961. – Luis de la Fuente, španjolski nogometni trener - 1962. – Viktor Coj, ruski pjevač i glumac († 1990.) - 1964. – Doug Savant, američki glumac - 1965. – Saša Britvić, hrvatski dirigent i glazbeni pedagog († 2015.) - 1971. – Katrin Aladjova, australsko-bugarska šahovska velemajstorica - 1982. – William, princ od Walesa - 1985. – Lana Del Rey, američka pjevačica - 1987. – Khatia Buniatišvili, gruzijska pijanistica - 1990. – Sandra Perković, hrvatska atletičarka | - 1208. – Filip Švapski, rimsko-njemački kralj, vojvoda Švapske, markgrof Tuscije, „izabrani“ biskup Würzburga (r. 1177.) - 1305. – Vjenceslav II., češki kralj (* 1271.) - 1377. – Edvard III., engleski kralj - 1527. – Niccolò Machiavelli, talijanski povjesničar, političar, pisac i filozof (* 1469.) - 1529. – John Skelton, engleski književnik (* 1460.) - 1582. – Oda Nobunaga, japanski vladar (* 1534.) - 1652. – Inigo Jones, engleski arhitekt (* 1573.) - 1788. – Johann Georg Hamann, njemački filozof (* 1730.) - 1875. – Anders Jonas Ångström, švedski fizičar i astronom (* 1814.) - 1908. – Nikolaj Rimski-Korsakov, ruski skladatelj (* 1844.) - 1942. – Mihovil Pavlek-Miškina, hrvatski književnik (* 1887.) - 1954. – Gideon Sundback, američko-njemački inženjer elekttonike (* 1880.) - 1970. – Sukarno, indeonezijski političar i predsjednik (* 1901.) - 1992. – Li Xiannian. kineski predsjednik (* 1905. ili 1909.) - 1994. – William Wilson Morgan, američki astronom (* 1906.) - 2013. – Alen Pamić, hrvatski nogometaš (* 1989.) - 2023. – Mijo Lončarić, hrvatski jezikoslovac (* 1941.) |

## Blagdani i spomendani
- Svjetski dan glazbe